# Journal of Neuroscience, Psychology, and Economics
El Journal of Neuroscience, Psychology, and Economics es una revista académica revisada por pares publicada por la Asociación Estadounidense de Psicología. Publica investigaciones originales que tratan de la aplicación de teorías psicológicas y/o métodos neurocientíficos a los negocios y la economía y, por lo tanto, es el centro de la investigación en neuroeconomía, neurociencia de decisiones y neurociencia del consumidor. Actualmente está editado por Samuel M. McClure (Universidad Estatal de Arizona).

## Resumen e indexación
La revista está indexada por PsycINFO, EconLit, Academic Source Complete, Business Source Complete, TOC Premier y es accesible electrónicamente a través de PsycARTICLES.  Según Journal Citation Reports, la revista tiene un factor de impacto en 2020 de 1,31. 